# Wola Wodyńska
Wola Wodyńska – wieś w Polsce położona w województwie mazowieckim, w powiecie siedleckim, w gminie Wodynie. Ma status sołectwa.
W latach 1975–1998 miejscowość administracyjnie należała do województwa siedleckiego.

## Części wsi
| SIMC    | Nazwa   | Rodzaj    |
| ------- | ------- | --------- |
| 0695019 | Chrośla | część wsi |
| 0695025 | Porogów | część wsi |

Wierni Kościoła rzymskokatolickiego należą do parafii Świętych Apostołów Piotra i Pawła w Wodyniach.
Wieś szlachecka  położona była w drugiej połowie XVI wieku w powiecie garwolińskim  ziemi czerskiej województwa mazowieckiego. 

## Historia
Zapisy historyczne potwierdzają istnienie wsi w XIV wieku. Wieś ta istniała już dawniej w ziemi czerskiej 1478 roku. W 1576 roku posiadała  71/2 łan. W roku 1827 było w niej 23 domów i 292 mieszkańców. W 1863 roku wieś wzmiankowana jest jako Wodyńska Wola – wieś i folwark w powiecie siedleckim, gmina i parafia w Wodynie, odległość 20 wiorst od Siedlec, posiadała 24 domów, 250 mieszkańców. W roku 1863 folwark Wola Wodyńska posiadał rozległość mórg 2132, gruntów ornych i ogrodów mórg 494, łąk mórg 161, pastwisk mórg 14, wody mórg 6, lasu mórg 1407, nieużytków mórg 50, budynków murowanych 2, drewnianych 20; las urządzony, pokłady rudy, młyn wodny. Wieś Wola Wodyńska os. 35, mórg. 615; wieś Ruda os. 3, mórg 63, wieś Młynki osad 13, mórg 206.
Zapewne przez omyłkę piszącego podano w registrze poborowym z r. 1576 jako Wola Rodinska (Pawiński, Mazowsze, 222).
We wsi działa założona w 1925 roku jednostka ochotniczej straży pożarnej. Jednostka ma w swoim posiadaniu ciężki GCBA 5/16 Jelcz i mikrobus Daimler Caisler Sprinter 316.